# Kuressaare (Viljandi)
Ten artykuł dotyczy wioski w gminie Viljandi; dla miasta, zobacz artykuł Kuressaare.
Kuressaare – wieś w Estonii, w prowincji Viljandi, w gminie Viljandi.
W latach 1991–2017 (do czasu reformy administracyjnej estońskich gmin) wieś znajdowała się w gminie Tarvastu.
Archaiczne nazwy wsi to: Kurresaar, Korser Hoff (1684), Korsar Håff (1693), Kurresaar (1797). Na wschodniej granicy wsi znajduje się jezioro Pikru. Przez wieś przepływa rzeka Tarvastu.